# Keminmaa
Keminmaa es un municipio de Finlandia. Posee una población de 8,473
(2015) y cubre una área de 645.79 km², de los cuales 20,73 km² corresponden a agua. La densidad de población es 13.56 habitantes
por km².

## Localidades
Hirmula, Ilmola, Itäkoski, Jokisuu, Laurila, Lautiosaari, Liedakkala, Maula, Pörhölä, Ruottala, Sompujärvi, Törmä, Viitakoski.

## Escudo
Corresponde a un salmón plateado con un candado en la boca.

## Personas destacadas
- Hannu Tihinen, jugador de fútbol
- Paavo Väyrynen, político
- Peter Franzén, actor finlandés
- Tomi Putaansuu, vocalista de la banda Lordi, vivió su infancia en Keminmaa.
- Tony Kakko, vocalista y compositor principal de la banda finlandesa de power metal Sonata Arctica.

## Clima
| Parámetros climáticos promedio de Keminmaa | Parámetros climáticos promedio de Keminmaa | Parámetros climáticos promedio de Keminmaa | Parámetros climáticos promedio de Keminmaa | Parámetros climáticos promedio de Keminmaa | Parámetros climáticos promedio de Keminmaa | Parámetros climáticos promedio de Keminmaa | Parámetros climáticos promedio de Keminmaa | Parámetros climáticos promedio de Keminmaa | Parámetros climáticos promedio de Keminmaa | Parámetros climáticos promedio de Keminmaa | Parámetros climáticos promedio de Keminmaa | Parámetros climáticos promedio de Keminmaa | Parámetros climáticos promedio de Keminmaa |
| Mes                                        | Ene.                                       | Feb.                                       | Mar.                                       | Abr.                                       | May.                                       | Jun.                                       | Jul.                                       | Ago.                                       | Sep.                                       | Oct.                                       | Nov.                                       | Dic.                                       | Anual                                      |
| ------------------------------------------ | ------------------------------------------ | ------------------------------------------ | ------------------------------------------ | ------------------------------------------ | ------------------------------------------ | ------------------------------------------ | ------------------------------------------ | ------------------------------------------ | ------------------------------------------ | ------------------------------------------ | ------------------------------------------ | ------------------------------------------ | ------------------------------------------ |
| Temp. máx. media (°C)                      | -8.3                                       | -7.2                                       | -2.2                                       | 2.8                                        | 10                                         | 15.6                                       | 18.3                                       | 16.1                                       | 10.6                                       | 3.9                                        | -2.2                                       | -6.7                                       | 4.2                                        |
| Temp. mín. media (°C)                      | -15.6                                      | -14.4                                      | -10                                        | -4.4                                       | 2.2                                        | 8.3                                        | 11.1                                       | 8.9                                        | 4.4                                        | -1.1                                       | -7.8                                       | -13.9                                      | -2.7                                       |
| Precipitación total (mm)                   | 635                                        | 558.8                                      | 533.4                                      | 406.4                                      | 355.6                                      | 381                                        | 381                                        | 406.4                                      | 431.8                                      | 533.4                                      | 609.6                                      | 609.6                                      | 5842                                       |
| Fuente: Weatherbase                        |                                            |                                            |                                            |                                            |                                            |                                            |                                            |                                            |                                            |                                            |                                            |                                            |                                            |